# Thélus
Thélus ist eine französische Gemeinde im Arrondissement Arras im Département Pas-de-Calais in der Region Hauts-de-France (vor 2016: Nord-Pas-de-Calais). Die Gemeinde gehört zum Kanton Arras-2 (bis 2015: Kanton Vimy). Sie hat 1.303 Einwohner (Stand: 1. Januar 2022).

## Geographie
Thélus liegt etwa sieben Kilometer nordnordöstlich von Arras. Umgeben wird Thélus von den Nachbargemeinden Vimy im Norden, Farbus im Osten und Nordosten, Bailleul-Sir-Berthoult im Osten und Südosten, Roclincourt im Süden sowie Neuville-Saint-Vaast im Westen.
Durch die Gemeinde kreuzen sich die Autoroute A26 und die Route nationale 17.

## Geschichte
Während der Schlacht bei Arras (1917) wurde Thélus nahezu vollständig zerstört.
| Bevölkerungsentwicklung   | Bevölkerungsentwicklung | Bevölkerungsentwicklung | Bevölkerungsentwicklung | Bevölkerungsentwicklung | Bevölkerungsentwicklung | Bevölkerungsentwicklung | Bevölkerungsentwicklung | Bevölkerungsentwicklung |
| ------------------------- | ----------------------- | ----------------------- | ----------------------- | ----------------------- | ----------------------- | ----------------------- | ----------------------- | ----------------------- |
| Jahr                      | 1962                    | 1968                    | 1975                    | 1982                    | 1990                    | 1999                    | 2006                    | 2013                    |
| Einwohner                 | 659                     | 703                     | 853                     | 887                     | 998                     | 1022                    | 1189                    | 1217                    |
| Quelle: Cassini und INSEE |                         |                         |                         |                         |                         |                         |                         |                         |

## Sehenswürdigkeiten
- Kirche Saint-Ranulphe, nach dem Ersten Weltkrieg mit dem übrigen Ort wieder errichtet
- mehrere Militärfriedhöfe